# Cecropia sararensis
Cecropia sararensis är en nässelväxtart som beskrevs av José Cuatrecasas. Cecropia sararensis ingår i släktet Cecropia och familjen nässelväxter. Inga underarter finns listade i Catalogue of Life.